# Wild Punk
Wild Punk es una empresa discográfica y de producción de eventos situada en Granada, España. Fue fundada por Fernando Novi en 1998. 

## Reseña biográfica
Comienza su andadura en 1998 con la publicación de varios discos orientados al género punk como el recopilatorio de bandas underground 'They're Playing Punk Rock Vol. 1', la mayor parte del catálogo de P.P.M. y los primeros álbumes de Airbag. Aunque el perfil en los inicios era claramente enfocado al género Punk, también ha ido diversificando su oferta editando discos de rock and roll, garaje y más recientemente de Indie Pop como los últimos lanzamientos de Dolorosa o Carmencita Calavera. Aunque actualmente ya no realiza labores de management, en su momento fue oficina de contratación de SFDK.
En la faceta de producción de eventos, Wild Punk ha trabajado con artistas como Fito y Fitipaldis, Mago de Oz, Los Planetas, Bebo Valdés y Diego El Cigala, Macaco, La Mala Rodríguez, Los Secretos, Ariel Rot, Orishas, Helloween, Emir Kusturica & The No Smoking Orchestra, Cypress Hill, Dictators, Los Fabulosos Cadillacs, Carlinhos Brown o Camera Obscura. 
Actualmente, algunos de sus últimos trabajos incluyen el Bull Music Festival de Granada; el Weekend Beach de Torre del Mar; el No Sin Música de Cádiz; el Cabo de Plata de Barbate; el B-Side de Molina de Segura o Expogrow.

## Distinciones
- Mejor manager, Premios de la Música Independiente.[1] Fernando Novi (2011)